# Alejandro Urbaneja
Alejandro Urbaneja (Caracas, 1859-Ibídem, 6 de abril de 1944) fue un político, abogado y periodista venezolano. 

## Biografía
Escribe los ensayos políticos El Delpinismo (1885) y El Yunque (1887) bajo seudónimos. Graduado en derecho y ciencias políticas en 1886. Funda con Manuel Vicente Romero García y Nicomedes Zuloaga la Unión Democrática en 1889 para conseguir el sufragio universal directo y secreto. Después de las elecciones de 1890 el partido desaparece.
Se opuso a la Revolución Legalista de Joaquín Crespo, es encarcelado en 1893, liberado poco después funda el Partido Republicano Federal que defendía los mismos principios que la Unión. Profesor de la Universidad Central de Venezuela y fiscal en 1894, ministro de Instrucción Pública en 1895. Para las elecciones de 1897 funda el Partido Liberal Nacionalista y apoya al candidato José Manuel Hernández. Tras la Revolución Libertadora es encarcelado en castillo de San Carlos[¿cuál?] desde 1899 y 1902. Se opuso al bloqueo naval a Venezuela de 1902-1903 y es ministro de Relaciones Exteriores (1903), juez principal de la Corte Suprema (1904), continua como profesor de derecho penal en su universidad (1908), procuprador general (1915) y rector (1922).